# Meredith Brooks
Pour les articles homonymes, voir Brooks.
Meredith Ann Brooks, née le 12 juin 1958 à Oregon City (États-Unis), est une chanteuse et guitariste américaine. Elle a chanté notamment, dans les années 1990, Bitch.

## Biographie
Meredith Brooks, après avoir reçu une cassette de la chorale de la chanteuse Becca a déclaré : « Bec a une voix puissante, et quand j'ai réalisé qu'elle pouvait aussi écrire des chansons... j'étais conquise »,. Plus tard, elle travaille avec Becca sur des démos à Los Angeles.